# Yves Allégret
Yves Allégret (13 de octubre de 1907 - 31 de enero de 1987) fue un director de cine francés, representante del cine negro. Algunas veces utilizó el seudónimo de Yves Champlain.
Hermano menor del también director Marc Allégret, estuvo casado con la actriz Simone Signoret entre 1944 y 1949, con quien tuvo una hija, Catherine Allégret, quien también es actriz.
Debutó en 1930 como asistente de su hermano, y luego ocupa diversos puestos en los equipos de otros directores, como Jean Renoir. Paralelamente a esta formación, empieza a filmar sus primeros cortometrajes.

## Filmografía completa
- 1932: Tenerife
- 1943: Prix et profits, también titulada La Pomme de terre
- 1934: Jeunes filles de France
- 1941: Tobie est un ange (película perdida)
- 1943: Les Deux Timides
- 1945: La Boîte aux rêves
- 1946: Les Démons de l'aube
- 1947: Dédée d'Anvers
- 1948: Une si jolie petite plage
- 1950: Manèges
- 1951: Les miracles n'ont lieu qu'une fois
- 1952: Nez de cuir
- 1952: Los siete pecados capitales, episodio La Lujuria
- 1952: La Jeune Folle
- 1953: Les Orgueilleux
- 1954: Mam'zelle Nitouche
- 1955: Oasis
- 1956: La Meilleure Part
- 1957: Quand la femme s'en mêle
- 1957: Méfiez-vous fillettes
- 1958: La Fille de Hambourg
- 1959: L'Ambitieuse
- 1960: Chien de pique
- 1962: Konga Yo, también conocida bajo el título Terreur sur la savane o Les Aventuriers du Kasaï
- 1963: Germinal
- 1967: Johnny Banco
- 1970: L'Invasion
- 1975: Mords pas, on t'aime
- 1976: Orzowei

## Teatro
- 1957: La guerre du sucre, de Robert Collon. Puesta en escena en el Teatro de las Bouffes Parisiens.

## Premios y distinciones
Festival Internacional de Cine de Venecia
| Año  | Categoría      | Película       | Resultado |
| ---- | -------------- | -------------- | --------- |
| 1953 | León de Bronce | Los orgullosos | Ganador   |